# Luis Roberto Lorenzato
Luis Roberto di San Martino Lorenzato di Ivrea (Orlândia, 3 maggio 1971) è un politico italiano, deputato per la Lega Nord dal 2018 al 2022.

## Biografia

### Famiglia
Discendente di una famiglia del Canavese emigrata in Brasile alla fine del XIX secolo, è titolare di un'azienda agricola che produce canna da zucchero e vini. Dichiara di essere discendente del Re d'Italia Arduino, di essere marchese d'Ivrea, principe del Canavese, conte di San Martino e signore di Loranzè.

### Carriera politica
Alle elezioni politiche del 2018 viene eletto alla Camera dei deputati, nella circoscrizione ESTERO B (America Meridionale) come esponente della Lega nella lista unitaria di centro-destra "Salvini - Berlusconi - Meloni", con 11.940 preferenze.
Nel settembre 2020 ha annunciato di votare "no" al referendum costituzionale sulla riduzione del numero dei parlamentari perché si tratta di "una riforma populista".